# アドリアン・ガジャ
アドリアン・ガジャ（アルバニア語:Adrian Gaxha、マケドニア語:Адријан Гаџа / Adrijan Gadža、1984年2月13日 - ）、またはアドリアンはマケドニア共和国出身のアルバニア人の歌手。

## 来歴
- 2001年、ノタ・フェスト（Nota Fest）で3位に入賞したのが芸能界でのキャリアのスタートとなった。同フェスティバルで新人が聴衆や審査員の表を集め入賞したのは初めてのことであった。

- 2006年、有名なロマの歌手エスマ・レジェポヴァと共演し、ユーロビジョン・ソング・コンテストのマケドニア代表選考で2位につけた。アドリアンはマケドニア共和国やアルバニアのみならず、ドイツ、スウェーデン、ノルウェー、イタリア、スイスでもツアーを行った。

- 2008年、ユーロビジョン・ソング・コンテストの国内選考となるスコピエ・フェスト2008（Skopje Fest 2008）で、タマラ・トデフスカ、ヴルチャクと組んで「Vo Ime Na Ljubovta」を歌い、優勝を果たした。これによって、アドリアンら3人はユーロビジョン・ソング・コンテスト2008のマケドニア共和国代表に選ばれた[1]。本選では同曲の英語バージョン「Let me love you」を歌ったが準決勝10位となり、決勝進出はかなわなかった。

- 2010年～2012年に3年連続でケンガ・マジケに出場。

- アドリアンはこれまでに4枚のアルバムを発売。うち3枚はアルバニア語で、1枚はマケドニア語でのリリースであった。

## 人物
- マケドニア共和国のスコピエ出身。音楽高校の出身。
- ダンスの能力の高さによる、魅力的なステージ・パフォーマンスで良く知られている。
- ヴィデオフェスト（Videofest）で優勝、トップフェスト（Topfest）で最優秀男性パフォーマーに、そしてティラナのヴィデオ・フェスティバル（Video Festival）で2度優勝を果たしている。

## ディスコグラフィー

### アルバム[2]
- Luj, Luj, Luj (2003年)
- Thuaj Mamit (2004年)
- 300 Godini (2008年)　※マケドニア語アルバム
- Brenduar (2010年)
- Hitet (2011年)　※ベスト・アルバム
- The Best of Adrian (2016年)　※ベスト・アルバム

### デジタル・シングル
- Oj Ti Qik (2016年)
- Asnihere (2016年)
- My Girl (2016年)
- Kalle (2016年)
- Money (2016年)
- Single (2016年)　※Adrian Gaxha & Floriani 名義
- Ka Je X2 (2017年)